# Rolando Irusta
Rolando Irusta (27 de març de 1938) és un exfutbolista argentí.

## Selecció de l'Argentina
Va formar part de l'equip argentí a la Copa del Món de 1966, però no hi disputà cap partit.